# Poropuntius burtoni
Poropuntius burtoni är en fiskart som först beskrevs av Mukerji, 1933.  Poropuntius burtoni ingår i släktet Poropuntius och familjen karpfiskar. IUCN kategoriserar arten globalt som livskraftig. Inga underarter finns listade i Catalogue of Life.